# Basislatte

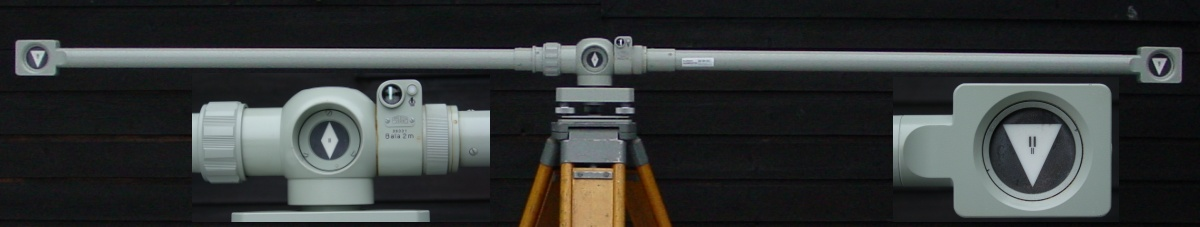
Basislatte „Bala 2m“ des VEB Carl Zeis Jena mittels Dreifuß auf Dreibein montiert. Detailansicht der rechten Zielmarke sowie des Mittelstücks mit Zielmarke, Visiereinrichtung, Rändelschraube zur Zerlegung in zwei Teile. Für Messungen bei Nacht können die Zielmarken beleuchtet werden.

Die Basislatte dient in der Geodäsie über die Messung von Winkeln zur hochpräzisen Ermittlung von Entfernungen bis zu 20 Metern. Die mathematische Grundlage dafür sind die Winkelfunktionen im rechtwinkligen Dreieck.
Basislatten wurden zudem im 19. Jahrhundert und in der ersten Hälfte des 20. Jahrhunderts in geodätischen Netzen bei der terrestrischen Basismessung von Strecken zwischen hochrangigen Vermessungspunkten eingesetzt.

## Aufbau
Basislatten sind in der Regel etwa 2 m lang. Die beiden äußeren Zielmarken sind exakt 1 m von der mittleren Zielmarke entfernt. Der Abstand zwischen ihnen muss äußerst genau sein, damit auch die Entfernungsbestimmung eine entsprechend hohe Genauigkeit erzielt. Bei besonders präzisen Geräten ist dieser Abstand genauer als ±0,1 mm. Dazu sind die Zielmarken dieser Geräte durch mechanische Vorrichtungen vor temperaturbedingten Abstandsveränderungen geschützt. Als Material wird meist ein Invarband verwendet, welches einen sehr geringen Längenausdehnungskoeffizienten besitzt, der zwischen 20 und 90 Grad Celsius maximal 2·10−6 K−1 beträgt.
Für die Messung wird die Basislatte horizontal aufgestellt und rechtwinklig zur Messstrecke ausgerichtet. Dazu ist sie mit einer Dosenlibelle und einer optischen Zieleinrichtung ausgestattet.

## Messprinzip

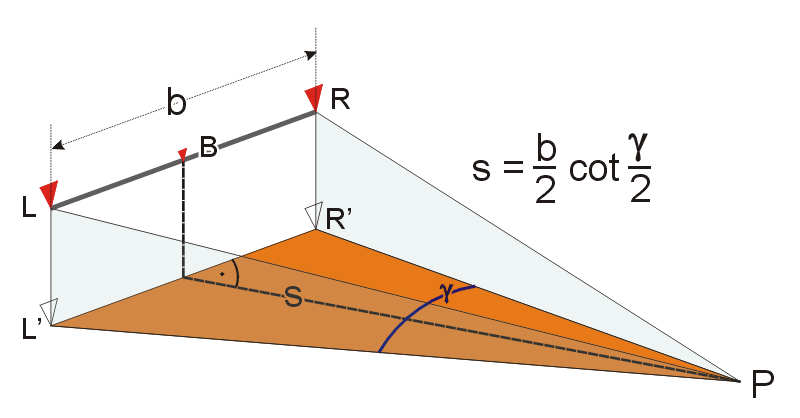

Die Basislatte bildet mit ihren beiden äußeren Zielmarken die Grundlinie (d. h. die „Basis“) eines gleichschenkligen Dreiecks, an dessen drittem Eckpunkt ein Theodolit aufgestellt wird. Mit diesem wird der Winkel zwischen den beiden Schenkeln durch genaues Anzielen der Zielmarken gemessen.
Die Entfernung ergibt sich durch rechnerische Auflösung des Dreiecks, wobei die Länge der Grundlinie (= Länge der Basislatte) und der gemessene Winkel bekannt sind. Die Höhe des Dreiecks entspricht der gesuchten Distanz.
Im Zielpunkt B wird die Basislatte horizontiert aufgestellt und so ausgerichtet, dass sie senkrecht zur Vertikalebene durch die Strecke s steht. Die Endmarken L und R der Basislatte werden mit einem horizontierten Theodolit angemessen und ergeben den Horizontalwinkel γ.
Durch die Weiterentwicklungen der elektronischen Entfernungsmessung hat die Messung mit der Basislatte seit den 1980er Jahren an Bedeutung verloren, gilt jedoch weiterhin im Nahbereich (z. B. bei der Vermessung von Maschinen, Industrievermessung) als eines der genauesten Verfahren der Längenmessung. Bis zu einer Distanz von 10 m lassen sich Genauigkeiten unter 0,5 mm und im Bereich von 10–20 m Genauigkeiten unter 1 mm erreichen. Bei 100 m Entfernung beträgt die Genauigkeit nur noch 25 mm.